# Grewia ritchiei
Grewia ritchiei là một loài thực vật có hoa trong họ Cẩm quỳ. Loài này được Mast. mô tả khoa học đầu tiên năm 1874.